# Marianne Penz-van Stappershoef
Marianne Penz-van Stappershoef (* 1945 in Tilburg) ist eine österreichische Kulturmanagerin niederländischer Herkunft.
Van Stappershoef studierte in ihrem Heimatort Geographie und unterrichtete das Fach am Theresialyceum und am Roermonder Sint Ursulalyceum. 1969 zog sie nach Wien und nahm ein angelernte Tätigkeit als medizinisch-technische Assistentin an der Tierärztlichen Hochschule auf. 1947 heiratete sie den Tierarzt Emmerich Penz, in dessen Großtierpraxis sie ab 1980 arbeitete. Seit 1994 lebt sie in Schwaz.
Durch die Werke Bogusław Schaeffers bekam sie Zugang zur Neuen Musik. Seit Ende der 1980er Jahre engagierte sie sich als West-Managerin der Krakauer Künstlervereinigung Muzyka Centrum, die sich mit der Aufführung und Verbreitung Neuer Musik beschäftigt, und des Duos CH & K (Marek Chołoniewski und Krzysztof Knittel). 1993 gründete sie die Internationale Akademie für Neue Komposition und Audio-Art, wo u. a. Schaeffer Instrumentalkomposition und Horst Rickels sowie Edwin van der Heide Performance unterrichten. Zur gleichen Zeit gründete sie den von ihr geleiteten Verein avantgarde tirol. Als Gäste der Akademie traten Musiker wie das Arditti Quartett, Hugh Davies, Marek Chołoniewski, Christoph Schläger, Rolf Langebartels, Richard Boulanger, Petra Stump, Tomasz Bartosiak, Friedrich Gauwerky, Sławomir Zubrycki, Rohan de Saram, Olga Szwajgier mit ihrem Quartett, Frank Stadler, Jószef Hárs und Michael Cede auf. 2006 wurde Penz-van Stappershoef in der Vorstand der European Conference of Promoters of New Music (ECPNM) gewählt.